# Dolce Vita (musikalbum)
Dolce Vita är ett studioalbum av den spanska sångaren Soraya Arnelas. Det gavs ut den 11 september 2007 och innehåller 11 låtar. Albumet innehåller bland annat fyra cover låtar från Cyndi Lauper, Eurythmics, Kylie Minogue och Modern Talking.

## Låtlista
| Nr  | Titel                           | Längd |
| --- | ------------------------------- | ----- |
| 1.  | La Dolce Vita                   | 3:33  |
| 2.  | Tonight                         | 3:48  |
| 3.  | Soul Survivor                   | 3:48  |
| 4.  | Sweet Dreams (Are Made of This) | 3:50  |
| 5.  | You're My Heart, You're My Soul | 3:52  |
| 6.  | Bolero (Hold Me In Your Arms)   | 4:15  |
| 7.  | Girls Just Want to Have Fun     | 3:26  |
| 8.  | I Should Be So Lucky            | 3:19  |
| 9.  | (I'll Never Be) Maria Magdalena | 4:24  |
| 10. | Baby We're Gonna Love Tonight   | 4:00  |
| 11. | Words                           | 3:19  |

## Listplaceringar
| Lista   | Topplacering |
| ------- | ------------ |
| Spanien | 5            |